# Comuna Samsø
Samsø (Samsø Kommune) este o comună din regiunea Midtjylland, Danemarca, cu o suprafață totală de 114,71 km² și o populație de 3.905 locuitori (2011).